# Jhonatan Narváez
Jhonatan Manuel Narváez Prado (El Playón de San Francisco, 4 maart 1997) is een Ecuadoraans wielrenner die sinds 2025 rijdt voor UAE Team Emirates.

## Carrière
Als junior werd Narváez in 2014 tweede op het Pan-Amerikaanse kampioenschap op de weg, achter de Colombiaan Wilmar Paredes. Een jaar later werd hij derde in de tijdrit en wederom tweede in de wegwedstrijd. In september van dat jaar nam hij deel aan de wegwedstrijd op het wereldkampioenschap, die hij niet uitreed. Op de baan won hij in 2015 zowel de individuele achtervolging als de puntenkoers op het Pan-Amerikaanse kampioenschap.
In 2016 werd Narváez voor de derde maal op rij tweede op het Pan-Amerikaanse kampioenschap op de weg, maar ditmaal bij de beloften. Later dat jaar werd hij onder meer vijfde in het eindklassement van de Ronde van Savoie, waar hij wel het bergklassement op zijn naam schreef. In april 2017 won hij zowel het eind- als het jongerenklassement van de Circuit des Ardennes. Later die maand won hij de laatste etappe en het jongerenklassement van de Ronde van de Gila. Na zijn winst in het jongerenklassement van de Colorado Classic werd hij in september nationaal kampioen op de weg.
In 2018 werd Narváez prof bij Quick-Step Floors. Namens deze Belgische ploeg koerste hij één seizoen. In 2019 maakte hij de overstap naar INEOS Grenadiers. In 2020 boekte hij zijn eerste etappezege in een Grote Ronde, hij won de twaalfde etappe van de Giro voor Mark Padoen. Zijn eerstvolgende ritzeges behaalde Narváez in 2023 in de Ronde van Oostenrijk waar hij drie etappes won. In het seizoen van 2024 was hij succesvol in de eerste etappe die finishte in Turijn. In een sprint om de zege versloeg hij Maximilian Schachmann en Tadej Pogačar.

## Baanwielrennen

### Palmares
| Jaar     | EK       | P-AK                        | WK       | Overig   |
| Junioren | Junioren | Junioren                    | Junioren | Junioren |
| -------- | -------- | --------------------------- | -------- | -------- |
| 2015     |          | achtervolging · puntenkoers |          |          |
| Elite    |          |                             |          |          |
| 2016     |          | 7e scratch 9e achtervolging |          |          |

## Wegwielrennen

### Overwinningen
2016
Bergklassement Ronde van Savoie
2017
Eind- en jongerenklassement Circuit des Ardennes
5e etappe Ronde van de Gila
Jongerenklassement Ronde van de Gila
Jongerenklassement Colorado Classic
 Ecuadoraans kampioen op de weg, Elite
2020
Jongerenklassement Ronde van Wallonië
3e etappe Internationale Wielerweek
Eind-, punten- en jongerenklassement Internationale Wielerweek
12e etappe Ronde van Italië
2023
2e, 3e en 5e etappe Ronde van Oostenrijk
Eind- en puntenklassement Ronde van Oostenrijk
Pan-Amerikaanse Spelen wegrit
2024
 Ecuadoraans kampioen op de weg, Elite
1e etappe Ronde van Italië
2025
5e etappe Tour Down Under
Eindklassement Tour Down Under
 Ecuadoraans kampioen op de weg, Elite

### Resultaten in voornaamste wedstrijden
| Jaar | Ronde van Italië | Ronde van Frankrijk | Ronde van Spanje |
| ---- | ---------------- | ------------------- | ---------------- |
| 2018 |                  |                     |                  |
| 2019 | 80e              |                     |                  |
| 2020 | opgave (1)       |                     |                  |
| 2021 | 49e              |                     | opgave           |
| 2022 | 42e              |                     |                  |
| 2023 |                  |                     |                  |
| 2024 | 28e (1)          |                     | 50e              |
| 2025 |                  | 13e                 |                  |

| Jaar | Milaan-San Remo | Gent-Wevelgem | Ronde van Vlaanderen | Amstel Gold Race | Brabantse Pijl | Clásica San Sebastián | Strade Bianche |  | WK op de weg |  | Wereldranglijsten |
| ---- | --------------- | ------------- | -------------------- | ---------------- | -------------- | --------------------- | -------------- |  | ------------ |  | ----------------- |
| 2018 |                 |               |                      |                  | 68e            | 49e                   |                |  | opgave       |  | 323e (UWT)        |
| 2019 |                 |               |                      |                  |                |                       |                |  | opgave       |  |                   |
| 2020 |                 |               |                      |                  |                |                       | opgave         |  |              |  |                   |
| 2021 |                 |               |                      |                  |                |                       |                |  |              |  |                   |
| 2022 |                 | opgave        | 52e                  |                  |                |                       | 6e             |  | 32e          |  |                   |
| 2023 | 32e             | 13e           | 25e                  |                  |                | 72e                   |                |  | opgave       |  |                   |
| 2024 | 35e             | opgave        |                      |                  |                | 5e                    |                |  |              |  |                   |
| 2025 | 85e             |               | opgave               | opgave           | 25e            |                       |                |  |              |  |                   |

#### Resultaten in kleinere rittenkoersen
| Jaar | Tour Down Under | Parijs-Nice | Tirreno-Adriatico | Ronde van Catalonië | Ronde van het Baskenland | Ronde van Romandië | Ronde van Zwitserland | Critérium du Dauphiné | Ronde van Polen | Ronde van Guangxi |
| ---- | --------------- | ----------- | ----------------- | ------------------- | ------------------------ | ------------------ | --------------------- | --------------------- | --------------- | ----------------- |
| 2018 |                 |             |                   | 34e                 | opgave                   |                    |                       |                       |                 | opgave            |
| 2019 |                 | 81e         |                   | 63e                 |                          |                    |                       |                       |                 | 34e               |
| 2020 |                 |             |                   |                     |                          |                    |                       |                       |                 |                   |
| 2021 |                 |             |                   |                     |                          |                    |                       |                       |                 |                   |
| 2022 |                 |             | opgave            |                     |                          |                    |                       |                       | 50e             |                   |
| 2023 |                 | 43e         |                   |                     |                          | 40e                | 24e                   |                       |                 | 17e               |
| 2024 | ↑               |             |                   |                     |                          |                    |                       |                       |                 | opgave            |
| 2025 | ↑ (1)           | 37e         |                   |                     |                          |                    |                       | 41e                   |                 |                   |

## Ploegen
- 2016 –  Klein Constantia
- 2017 –  Axeon Hagens Berman
- 2018 –  Quick-Step Floors
- 2019 –  Team INEOS[4]
- 2020 –  Team INEOS
- 2021 –  INEOS Grenadiers
- 2022 –  INEOS Grenadiers
- 2023 –  INEOS Grenadiers
- 2024 –  INEOS Grenadiers
- 2025 –  UAE Team Emirates

Bico · Bokeloh · Cavagna · García · Kasperkiewicz · Lehky · Mas · Molly · Narváez · Schachmann · Schlegel · Schreurs · Sisr · Lecroq (stagiair)
Anderson · Barta · Blevins · Brown · Costa · Curran · Dunbar · Garrison · Lawless · Narváez · I. Oliveira · R. Oliveira · Owen · Powless · Rice · Young
Alaphilippe · Asgreen · Capecchi · Cavagna · De Plus · Declercq · Devenyns · Gaviria · Gilbert · Hodeg · Jakobsen · Jungels · Keisse · Knox · Lampaert · Martinelli · Mas · Mørkøv · Narváez · Richeze · Sabatini · Schachmann  · Sénéchal · Serry · Štybar · Terpstra · Vakoč · Viviani
van Baarle · Basso · Bernal · Castroviejo · de la Cruz · Doull · Dunbar · Elissonde · Froome · Ganna · Geoghegan Hart · Gołaś · Halvorsen · Seb. Henao · Kiryjenka · Knees · Kwiatkowski · Lawless · Moscon · Narváez · Poels · Puccio · Rosa · Rowe · Sivakov · Sosa · Stannard · Swift · Thomas
Amador · Basso · Bernal · Carapaz  · Castroviejo · Dennis   · Doull · Dunbar · Froome · Ganna   · Geoghegan Hart · Gołaś · Hayter · Henao · Kiryjenka (t/m 31 januari) · Knees · Kwiatkowski · Lawless · Moscon · Narváez · Puccio · Rivera · Rodriguez · Rowe · Sivakov · Sosa · Stannard · Swift · Thomas · Van Baarle · Wurf (vanaf 1 februari)
Amador · Van Baarle · Basso · Bernal · Carapaz  · Castroviejo · De Plus · Dennis · Doull · Dunbar · Ganna     · Geoghegan Hart · Gołaś · Hayter · Henao · Kwiatkowski · Martínez · Moscon · Narváez · Pidcock (vanaf 1 februari) · Porte ·  Puccio · Rivera · Rodriguez · Rowe · Sivakov · Sosa · Swift · Thomas · Wurf · Yates · Plapp (stagiair)
Amador · Bernal · Carapaz  · Castroviejo · De Plus · Dunbar · Fraile · Ganna   · Geoghegan Hart · E. Hayter · Heiduk · Kwiatkowski · Martínez · Narváez · Pidcock · Plapp · Porte ·  Puccio · Rivera · Rodriguez · Rowe · Sheffield · Sivakov · Swift · Thomas · Tulett · Turner · Van Baarle · Viviani · Wurf · Yates · L. Hayter (stagiair)